# Heterolocha desistaria
Heterolocha desistaria är en fjärilsart som beskrevs av George Francis Hampson 1895. Heterolocha desistaria ingår i släktet Heterolocha och familjen mätare. Inga underarter finns listade i Catalogue of Life.